# Ciona
Ciona Fleming, 1822 è un genere di ascidie della famiglia Cionidae.

## Tassonomia
Comprende le seguenti specie:
- Ciona antarctica Hartmeyer, 1911
- Ciona edwardsi Roule, 1884
- Ciona fascicularis Hancock, 1870
- Ciona gefesti Sanamyan, 1998
- Ciona gelatinosa Bonnevie, 1896
- Ciona hoshinoi Monniot, 1991
- Ciona imperfecta Monniot C. & Monniot F., 1977
- Ciona intestinalis (Linnaeus, 1767)
- Ciona longissima Hartmeyer, 1899
- Ciona mollis Ritter, 1907
- Ciona pomponiae Monniot & Monniot, 1989
- Ciona robusta Hoshino & Tokioka, 1967
- Ciona roulei Lahille, 1887
- Ciona savignyi Herdman, 1882
- Ciona sheikoi Sanamyan, 1998